# Дьордь Ревес
Дьордь Ре́вес (угор. Révész György; 16 жовтня 1927, Будапешт, Угорське королівство — 2 квітня 2003, Будапешт, Угорщина) — угорський кінорежисер і сценарист.

## Життєпис
1950 року закінчив Академію театру та кіно в Будапешті. Працював редактором кіностудії «Хуннія». У великому кіно — від 1954 року («Двічі по два іноді п'ять»).
Син Габор Ревес (угор. Révész Gábor; нар. 1965) — сценарист.

## Вибрана фільмографія

### Режисер
- 1954 — Двічі по два іноді п'ять / Kétszer kettö néha öt
- 1956 — Святкова вечеря / Ünnepi vacsora
- 1957 — Опівночі / Éjfélkor
- 1958 — Що за ніч! / Micsoda éjszaka!
- 1959 — Правильна людина / A megfelelö ember
- 1961 — Четверо за течією / Négyen az árban
- 1962 — Земля ангелів[hu] / Angyalok földje (за романом Лайоша Кашшака)
- 1962 — Заморозки / Fagyosszentek
- 1963 — Як ся маєте, юначе? / Hogy állunk, fiatalember?
- 1964 — Так / Igen (у радянському прокаті «Історія одного кохання»)
- 1965 — Ні / Nem
- 1966 — Почати завжди важко / Minden kezdet nehéz
- 1967 — Три ночі кохання[hu] / Egy szerelem három éjszakája
- 1968 — Лев готується стрибнути[hu] / Az oroszlán ugrani készül
- 1969 — Подорож навколо мого черепа / Utazás a koponyám körül
- 1970 — Богу властиво помилятися / Tévedni isteni dolog (ТВ)
- 1971 — Жила-була сім'я / Volt egyszer egy család
- 1972 — Зозуля Марсі[hu] / Kakuk Marci
- 1972 — Легенда Пендрагону / A Pendragon legenda
- 1975 — Старий / Az öreg
- 1976 — Два мости між близькими берегами / Két pont között a legrövidebb görbe
- 1977 — Хто мене бачив? / Ki látott engem?
- 1979 — Угорці в преріях / Magyarok a prérin (д/ф)
- 1981 — Захисник від смерті та воскресіння / A hátvéd halála és feltámadása (ТВ)
- 1983 — Стрімголов / Hanyatt-homlok
- 1983 — Як розпадається сніп / Mint oldott kéve (серіал)
- 1987 — Миклош Аклі[hu] / Akli Miklós

### Сценарист
- 1957 — Опівночі / Éjfélkor
- 1958 — Що за ніч! / Micsoda éjszaka!
- 1959 — Правильна людина / A megfelelö ember
- 1968 — Лев готується стрибнути[hu] / Az oroszlán ugrani készül
- 1969 — Подорож навколо мого черепа / Utazás a koponyám körül
- 1971 — Жила-була сім'я / Volt egyszer egy család
- 1972 — Зозуля Марсі[hu] / Kakuk Marci
- 1972 — Легенда Пендрагону / A Pendragon legenda
- 1975 — Старий / Az öreg
- 1976 — Два мости між близькими берегами / Két pont között a legrövidebb görbe
- 1981 — Захисник від смерті та воскресіння / A hátvéd halála és feltámadása (ТВ)
- 1987 — Миклош Аклі[hu] / Akli Miklós

## Нагороди
- 1963 — премія імені Бели Балажу
- 1970 — Заслужений артист УНР